# Madrí Excepcional
Madrí Excepcional es una cerveza producida en Reino Unido por Coors en conjunto con la cervecera española La Sagra.

## Tipo
La cerveza es una lager de estilo europeo con una graduación alcohólica de 4,6 grados.

## Historia
Se introdujo en los pubs británicos en 2020, y para 2022, debido al intenso marketing en las redes sociales se convirtió en una de las diez cervezas lager más vendidas en el Reino Unido. Las ventas fuera de comercio comenzaron en 2022.

## Marketing
El diseño del envoltorio utiliza el rojo y presenta a un tradicional chulapo madrileño con gorra y chaleco de pata de gallo, recordando a la imagen de marca de la cervecera Moretti. Hace uso de conceptos españoles, utilizando el lema "El Alma de Madrid ", aunque se elabora en Tadcaster, que durante mucho tiempo ha sido un centro para la elaboración de cerveza británica. La cerveza está dirigida al extremo premium del mercado de lager.